# Alan Scholefield

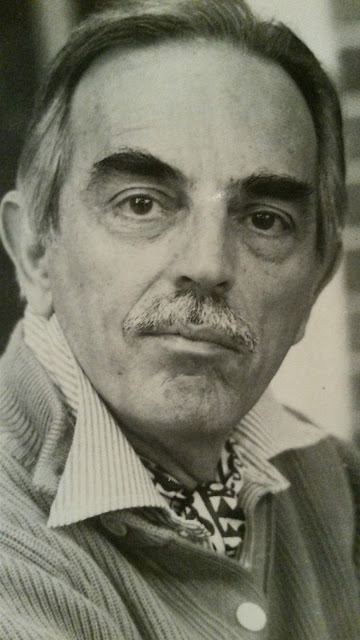
Alan Scholefield, 1987

Alan Scholefield (* 15. Januar 1931 in Kapstadt; † 26. Oktober 2017) war ein südafrikanischer Journalist und Schriftsteller.

## Leben
Scholefield absolvierte seine Schulzeit am Queen’s College in Queenstown. Im Anschluss daran begann er an der Universität Kapstadt zu studieren; u. a. Englische Literatur und schloss 1951 sein Studium erfolgreich ab.
Danach bekam er eine Anstellung als Journalist bei den englischsprachigen Tageszeitungen The Cape Times und The Cape Argus. Während dieser Zeit heiratete er und versuchte auch, sich als Schriftsteller einen Namen zu machen. Zusammen mit seiner Ehefrau ließ sich Scholefield in Spanien nieder und lebte dort bis zu seiner Scheidung 1960. Neben seinen journalistischen Arbeiten entstanden in diesen Jahren viele Erzählungen und Essays für englische und US-amerikanische Zeitschriften.
Scholefield heiratete 1962 in zweiter Ehe die australische Schriftstellerin Anthea Goddard und ließ sich in London nieder. Dort hatte er 1966 mit seinem Debüt-Roman A View of Vultures (Die Hyänen) seinen literarischen Durchbruch.
Zuletzt lebte Scholefield zusammen mit seiner Ehefrau und seinen drei Töchtern in der Grafschaft Hampshire.

## Rezeption
Neben seinen Standalones veröffentlichte Scholefield auch zwei Romanreihen. In der Marcrae & Silver-Serie geht es um George Macrae und Leo Silver, zwei Polizisten aus London. Die Trilogie Dr. Anne Vernon handelt von deren Leben und Abenteuer als Gefängnisärztin. Daneben entstanden viele Einzelromane, die vom Publikum wie auch von der offiziellen Literaturkritik gut aufgenommen wurden.
Viel Lob erhielt Scholefields Werk The Dark Kingdoms, in dem er sich umfassend mit den Königreichen Benin, Kongo und Lesotho auseinandersetzte. Kein längerer Erfolg blieb seinen Arbeiten für die South African Broadcasting Corporation (SABC) beschieden. Einige Romane verfasste Scholefield auch unter dem Pseudonym Lee Jordan.

## Werke

### Als Alan Scholefield
George Macrae & Leo Silver Romane
- Dirty Weekend. London 1990.
  - deutsch: Kurzschluss. Roman. Rowohlt, Reinbek 1992, ISBN 3-499-42988-8.
- Thief Taker. London 1991.
  - deutsch: Ein schöner Tag für Mord. Rowohlt, Reinbek 1993, ISBN 3-499-43076-2.
- Never Die in January. London 1992.
  - deutsch: Stirb nie im Januar. Rowohlt, Reinbek 1994, ISBN 3-499-43117-3.
- Threat & Menaces. London 1993.
  - deutsch: Bis aufs Blut gequält. Rowohlt, Reinbek 1994, ISBN 3-499-43154-8.
- Don’t Be a Nice Girl. A Novel. Macmillan, London 1994, ISBN 0-333-63000-9.
- Night Moves. A Macrae and Silver Novel. Macmillan, London 1996, ISBN 0-333-66229-6.[1]

Dr. Anne Vernon Trilogie
- Burn out. Headline Books, London 1994, ISBN 0-7472-4610-6.
- Buried Treasure. Headline Books, London 1995, ISBN 0-7472-1144-2.
- Bad Timing. Headline Books, London 1997, ISBN 0-7472-1145-0.

Lyrik
- Beneath the White Heaven. London 1991 (zusammen mit Sara Dunn).[2]

Standalones
- A View of Vultures. London 1966.
  - deutsch: Die Hyänen. Abenteuerroman. Ullstein, Frankfurt/M. 1985, ISBN 3-548-21013-9.
- Great Elephant. London 1967.
  - deutsch: Zulu, wilder Himmel. Roman. Ullstein, Frankfurt/M. 1987, ISBN 3-548-21032-5 (Nachdr. d. Ausg. Wien 1969).
- The Eagles of Malice. London 1968.
  - deutsch: Adler des Bösen. Roman. Ullstein, Frankfurt/M. 1985, ISBN 3-548-21017-1.
- Wild Dog Running. London 1970.
  - deutsch: Die wilden Hunde. Roman. Ullstein, Frankfurt/M. 1988, ISBN 3-548-21086-4.
- The Young Masters. London 1971.
  - deutsch: Die jungen Herren. Roman. Ullstein, Frankfurt/M. 1988, ISBN 3-548-21078-3.
- The Hammer of God. London 1973.
  - deutsch: Der Hammer Gottes. Abenteuerroman. Ullstein, Frankfurt/M. 1984, ISBN 3-548-21004-X.
- Lion in the Evening. London 1974.
  - deutsch: Löwen am Abend. Roman. Ullstein, Frankfurt/M. 1986, ISBN 3-548-21026-0.
- The Alpha Raid. London 1976.
  - deutsch: Kanonenboot auf den Tanganjika-See. Ullstein, Frankfurt/M. 1984, ISBN 3-548-21002-3.
- Venom. London 1977.
  - deutsch: Lautlos und tödlich. Roman. Ullstein, Frankfurt/M. 1989, ISBN 3-548-22146-7.
- Point of Honour. London 1979.
  - deutsch: Ehrensache. Roman. Ullstein, Frankfurt/M. 1985, ISBN 3-548-10296-4.
- Berlin Blind. London 1980.
  - deutsch: Terror in Berlin. Kriminalroman. Ullstein, Frankfurt/M. 1984, ISBN 3-548-10233-6.
- The Stone Flower. London 1988.
  - deutsch: Die steinerne Blume. Roman. Ullstein, Frankfurt/M. 1982, Band 1: ISBN 3-548-21070-8 / Band 2: ISBN 3-548-21071-6.
- The Sea Cave. London 1983.
  - deutsch: Gestörte Verhältnisse. Roman. Ullstein, Frankfurt/M. 1987, ISBN 3-548-20771-5.
- Fire in the Ice. A Novel. Hamish Hamilton Press, London 1984, ISBN 0-241-11347-4.
- King of the Golden Valley. London 1985.
  - deutsch: König im goldenen Tal. Roman. Ullstein, Frankfurt/M. 1987, ISBN 3-548-21066-X.
- The Last Safari. London 1987.
  - deutsch: Die letzte Safari. Roman. Ullstein, Frankfurt/M. 1994, ISBN 3-548-23335-X.
- The Lost Giants. Hamish Hamilton Press, London 1989, ISBN 0-241-12472-7.
- Loyalties. Chapmans, London 1991, ISBN 1-85592-046-8.
- Night Child. Chapmans, London 1992, ISBN 1-85592-078-6.
- The Drowning Mark. Pan Books, London 1998, ISBN 0-330-34747-0.

Sachbücher
- The Dark Kingdoms. The Impact of White Civilization on the Three Great African Monarchies. Morrow Publ., New York 1975, ISBN 0-688-02958-2.

### Als Lee Jordan
- Cat’s Eyes. London 1981.
  - deutsch: Katzenaugen. Ullstein, Frankfurt/M. 1990, ISBN 3-548-10645-5 (zusammen mit Anthea Goddard).
- Criss Cross. London 1984.
  - deutsch: Spuren im Dunkel. Kriminalroman. Ullstein, Frankfurt/M. 1990, ISBN 3-548-10668-4.
- The Deadly Side of the Square. London 1988.
  - deutsch: Makler des Todes. Kriminalroman. Ullstein, Frankfurt/M. 1991, ISBN 3-548-10698-6.
- The Toy Cupboard. Macmillan, London 1989, ISBN 0-333-49876-3.
- Chain Reaction. Macmillan, London 1989, ISBN 0-333-51790-3.[3]

## Verfilmungen
- 1981: Die schwarze Mamba (Venom.) Regie: Piers Haggard, nach Scholefields gleichnamigen Roman, dt.: Lautlos und tödlich.